# 맨체스터 마크 1

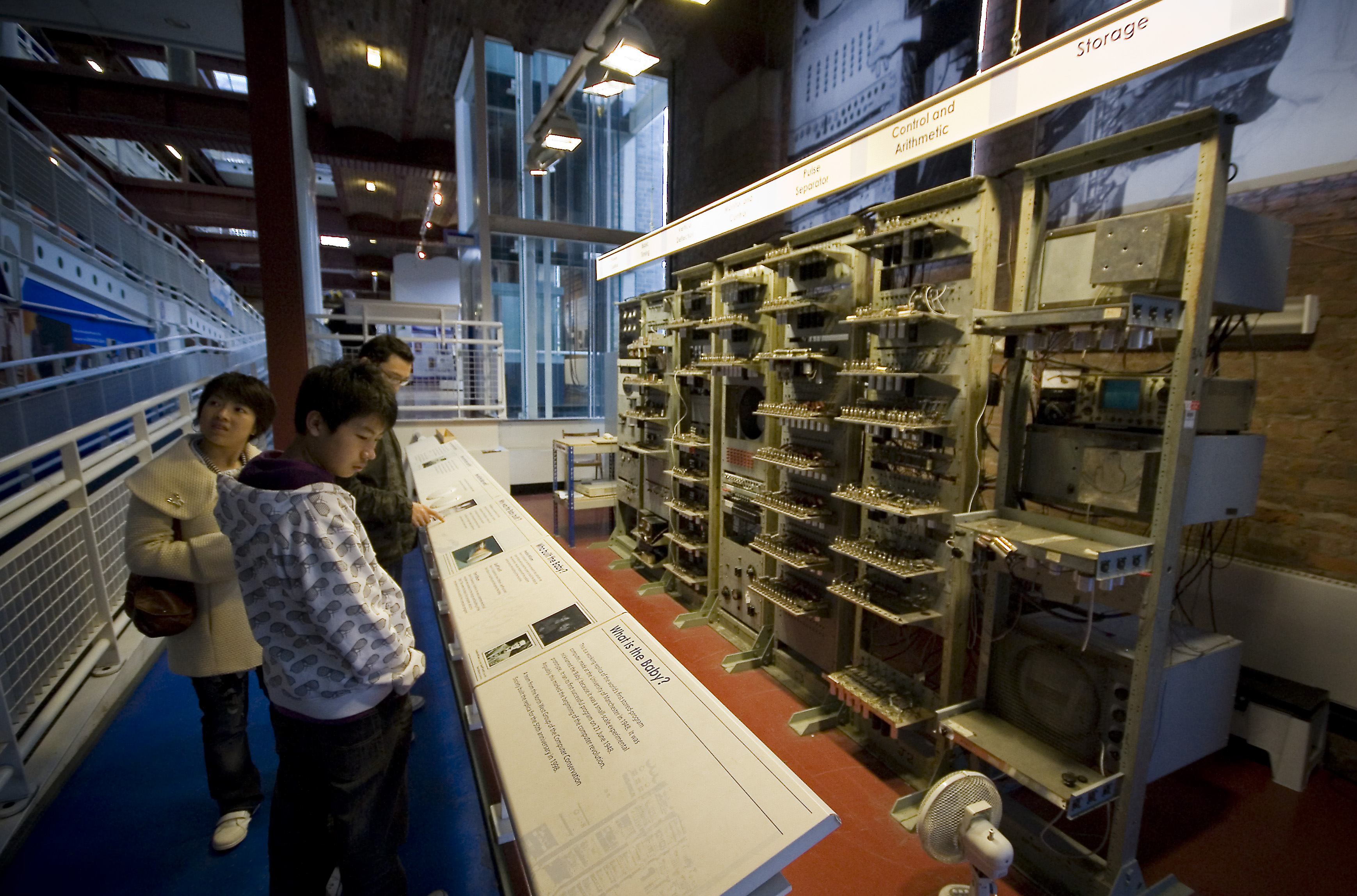

맨체스터 마크 1(Manchester Mark 1)은 최초의 프로그램 내장식 컴퓨터 가운데 하나로서, 맨체스터 빅토리아 대학교에서 개발되었으며 맨체스터 소규모 실험 머신(Manchester Small-Scale Experimental Machine, SSEM), 즉 베이비(Baby. 1948년 6월 동작)에서 비롯되었다. 맨체스터 자동 디지털 머신(Manchester Automatic Digital Machine, MADM)으로도 불렸다. 작업은 1948년 8월에 시작되었으며 최초의 버전은 1949년 4월에 기능하였다. 메르센 소수를 검색하기 위해 작성된 프로그램은 1949년 6월 16/17일 밤에 9시간 동안 오류 없이 동작하였다.
마크 1은 대학 내 컴퓨팅 자원을 제공하기 위한 것으로, 연구원들이 실질적인 컴퓨터 이용을 체험할 수 있게 해주었으나 페란티의 상용 버전의 설계 기초를 위한 프로토타입이 되었다. 개발은 1949년 말에 중단되었으며 이 기계는 1950년 말에 고철이 되었고 1951년 2월에는 세계 최초의 상용, 범용 전자 컴퓨터인 페란티 마크 1로 대체되었다.
이 컴퓨터는 특히 프로그램이 메모리 안의 워드 배열을 통해 순차적으로 읽기 더 쉽게 해주는 이노베이션의 하나인 인덱스 레지스터를 포함한 것을 이유로 역사적으로 특히 중요하다. 이 기계의 개발로 34개의 특허가 생산되었으며 설계 상 아이디어의 다수가 IBM 701, 702, 페란티 마크 1 등 차기 상용 제품에 통합되었다. 수석 디자이너 Frederic C. Williams와 Tom Kilburn은 자신들의 마크 1의 경험에 비추어 컴퓨터들이 순수 수학 보다 과학적 역할을 위해 더 사용될 수 있을 것이라 결론을 내렸다. 1951년에 이들은 마크 1의 차기작 멕(Meg)의 개발이 착수하였고, 여기에는 부동소수점 장치가 포함된다.

## 같이 보기
- 컴퓨터의 역사

## 추가문헌
- Lavington, Simon H. (July-September 1993), “Manchester Computer Architectures, 1948-1975”, 《IEEE Annals of the History of Computing》 (IEEE) 15 (3): 44–54, doi:10.1109/85.222841